# ژنتیک بوم‌شناختی

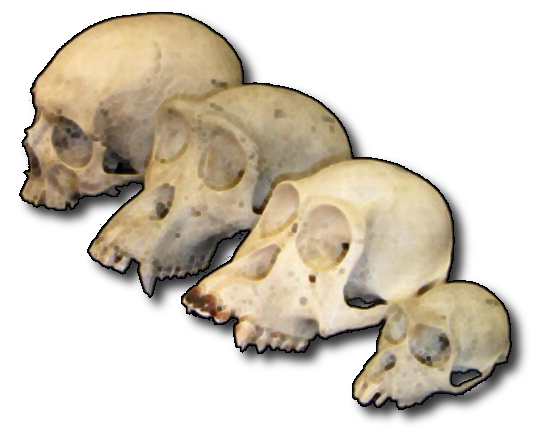
مجموعه‌ای از جمجمه‌های نخستی‌سانان در موزه جانورشناسی تطبیقی دانشگاه هاروارد، که در پژوهشی با محوریت ژنتیک بوم‌شناختی این جانوران مورد استفاده قرار گرفته است.

ژنتیک بوم‌شناختی مطالعه ژنتیک در جمعیت‌های طبیعی است. صفات در یک جمعیت را می‌توان برای نشان دادن یک گونه که با محیط در حال تغییر سازگار است، مشاهده و کمّیت‌سازی کرد.
این در تضاد با ژنتیک سنتی است، که بیشتر بر روی تلاقی بین سویه‌های آزمایشگاهی و تجزیه و تحلیل توالی DNA که ژن‌ها را در سطح مولکولی مطالعه می‌کند، کار می‌کند.
پژوهش‌ها در این زمینه بر روی صفات با اهمیت بوم‌شناختی است - یعنی صفات مربوط به تناسب اندام که بر بقا و تولید مثل جاندار تأثیر می‌گذارد. به عنوان مثال می‌توان به موارد زیر اشاره کرد: زمان گل‌دهی، تحمل به خشکی، چندریختی، تقلید و جلوگیری از حمله شکارچیان.
ژنتیک بوم‌شناختی ابزاری ویژه برای مطالعه گونه‌های در معرض خطر است. متا بارکدینگ و eDNA برای بررسی تنوع زیستی گونه‌ها در یک اکوسیستم استفاده می‌شود.

## همچنین ببینید
- مقاومت آنتی‌بیوتیکی
- چندریختی (زیست‌شناسی)